# Joe Jordan
Joe Jordan, all'anagrafe Joseph Jordan (Carluke, 15 dicembre 1951), è un allenatore di calcio ed ex calciatore scozzese, di ruolo attaccante.

## Caratteristiche tecniche
Giocava da centravanti, molto forte nel gioco aereo, fu soprannominato lo Squalo per l'aspetto che gli dava l'uso di togliere gli incisivi finti quando scendeva in campo restando così con i soli canini in vista.

## Carriera

### Giocatore

#### Club
Esordì con la maglia della squadra scozzese del Greenock Morton, prima di venire ingaggiato nel 1970 dal Leeds Utd per 15 000 sterline. Arrivato da sconosciuto dovette fare parecchia gavetta prima di potersi conquistare un posto da titolare nell'affiatata coppia d'attacco, che era composto da Mick Jones e da Allan Clarke. Cominciò comunque a mettersi in luce nella stagione 1972-1973, mettendo a segno 9 reti in campionato e disputando anche la finale della Coppa delle Coppe, vinta però dal Milan. Fu ancor più utilizzato l'anno seguente, quando il Leeds tornò a conquistare il titolo grazie anche a una striscia di ben 29 gare senza sconfitte. Successivamente la squadra arrivò anche a disputare la finale della Coppa dei Campioni 1974-1975, pur venendo sconfitta dai campioni in carica del Bayern Monaco. Nel 1978 fu poi ceduto al Manchester Utd per 350.000 sterline; rimase in questo club per tre anni mettendo complessivamente a segno 37 reti in campionato.
Nel 1981 Jordan venne quindi ingaggiato dal neopromosso Milan, che in realtà avrebbe voluto acquistare Zico o Jan Ceulemans. Lo scozzese segnò il primo gol in campionato all'ottava giornata contro il Como (1-1), seguito da un altro nell'ultima giornata contro il Cesena: pur vincendo l'incontro per 3-2 i rossoneri, in lotta per non retrocedere, furono condannati alla Serie B da altri risultati a loro sfavorevoli. Jordan disputò comunque anche il successivo campionato cadetto, che fu vinto proprio dalla squadra milanese; qui risultò ben più decisivo, realizzando 10 reti e giocando prevalentemente in coppia col giovane Aldo Serena. Conquistata la promozione lasciò Milano, ma entrò nel cuore dei tifosi al punto che in occasione del 110º anniversario del club venne inserito nella lista dei 110 giocatori più importanti della storia rossonera.
Lo scozzese ebbe quindi una parentesi di un anno col Verona, dove segnò 2 gol, uno in campionato contro la Sampdoria, il 15 aprile del 1984 e il secondo due mesi dopo, nella semifinale di andata di Coppa Italia, a Bari. Disputò entrambe le sfide di finale contro la Roma, subentrando a gara iniziata. Nella finestra di trasferimenti dell'estate del 1984 tornò nella massima divisione inglese, indossando la maglia del Southampton. Dopo tre anni scese nelle divisioni inferiori, terminando la carriera nel 1989 tra le file del Bristol City col doppio ruolo di giocatore-allenatore.

#### Nazionale
Disputò la prima gara con la Scozia il 19 maggio 1973, e in seguito fu tra i convocati per Germania Ovest 1974: qui giocò le tre gare del primo turno, segnando contro Zaire (2-0) e Jugoslavia (1-1). Pur finendo imbattuta, la Scozia non riuscì a passare al turno successivo a causa della differenza reti sfavorevole nei confronti di Brasile e Jugoslavia.
Durante le qualificazione per Argentina 1978 Jordan fu protagonista di un episodio nella decisiva gara contro il Galles: toccò infatti la palla con la mano nell'area avversaria, ma l'arbitro concesse il calcio di rigore credendo che il colpevole fosse un giocatore gallese. La Scozia riuscì quindi a qualificarsi, ma anche nel Paese sudamericano non superò la fase a gruppi; Jordan scese in campo in tutti e tre gli incontri e mise anche a segno una rete nella prima gara col Perù.
Venne convocato anche per Spagna 1982, scendendo però in campo solo nel terzo incontro, il 2-2 contro l'Unione Sovietica che eliminò la compagine britannica; Jordan fu ancora autore di una rete, diventando così l'unico giocatore scozzese capace di segnare in tre differenti edizioni dei campionati del mondo. Tuttavia nella stessa partita (la sua 52ª presenza internazionale) si infortunò, concludendo così la sua carriera in nazionale. Con quattro reti risulta essere il miglior marcatore della nazionale scozzese alle fasi finali del mondiale.

### Allenatore
Successivamente intraprese la carriera di allenatore alla guida di alcuni club inglesi e scozzesi, mentre dal 1998 ha ricoperto il ruolo di vice per varie squadre. Il 15 febbraio 2011, quando è il secondo di Harry Redknapp al Tottenham, torna a San Siro proprio contro il Milan in occasione dell'andata degli ottavi della Champions League, venendo colpito da Gennaro Gattuso con una manata al termine della partita.

## Statistiche

### Cronologia presenze e reti in nazionale
| Cronologia completa delle presenze e delle reti in nazionale ― Scozia | Cronologia completa delle presenze e delle reti in nazionale ― Scozia | Cronologia completa delle presenze e delle reti in nazionale ― Scozia | Cronologia completa delle presenze e delle reti in nazionale ― Scozia | Cronologia completa delle presenze e delle reti in nazionale ― Scozia | Cronologia completa delle presenze e delle reti in nazionale ― Scozia | Cronologia completa delle presenze e delle reti in nazionale ― Scozia | Cronologia completa delle presenze e delle reti in nazionale ― Scozia |
| Data                                                                  | Città                                                                 | In casa                                                               | Risultato                                                             | Ospiti                                                                | Competizione                                                          | Reti                                                                  | Note                                                                  |
| --------------------------------------------------------------------- | --------------------------------------------------------------------- | --------------------------------------------------------------------- | --------------------------------------------------------------------- | --------------------------------------------------------------------- | --------------------------------------------------------------------- | --------------------------------------------------------------------- | --------------------------------------------------------------------- |
| 19-5-1973                                                             | Londra                                                                | Inghilterra                                                           | 1 – 0                                                                 | Scozia                                                                | Amichevole                                                            | -                                                                     | 74’                                                                   |
| 22-6-1973                                                             | Ginevra                                                               | Svizzera                                                              | 1 – 0                                                                 | Scozia                                                                | Amichevole                                                            | -                                                                     | 70’                                                                   |
| 30-6-1973                                                             | Glasgow                                                               | Scozia                                                                | 0 – 1                                                                 | Brasile                                                               | Amichevole                                                            | -                                                                     |                                                                       |
| 26-9-1973                                                             | Glasgow                                                               | Scozia                                                                | 2 – 1                                                                 | Cecoslovacchia                                                        | Qual. Mondiali 1974                                                   | 1                                                                     | 64’                                                                   |
| 17-10-1973                                                            | Bratislava                                                            | Cecoslovacchia                                                        | 1 – 0                                                                 | Scozia                                                                | Qual. Mondiali 1974                                                   | -                                                                     |                                                                       |
| 14-11-1973                                                            | Glasgow                                                               | Scozia                                                                | 1 – 1                                                                 | Germania Ovest                                                        | Amichevole                                                            | -                                                                     | 88’                                                                   |
| 11-5-1974                                                             | Glasgow                                                               | Scozia                                                                | 0 – 1                                                                 | Irlanda del Nord                                                      | Amichevole                                                            | -                                                                     | 65’                                                                   |
| 14-5-1974                                                             | Glasgow                                                               | Scozia                                                                | 2 – 0                                                                 | Galles                                                                | Amichevole                                                            | -                                                                     |                                                                       |
| 18-5-1974                                                             | Aberdeen                                                              | Scozia                                                                | 2 – 0                                                                 | Inghilterra                                                           | Amichevole                                                            | 1                                                                     |                                                                       |
| 1-6-1974                                                              | Bruges                                                                | Belgio                                                                | 2 – 1                                                                 | Scozia                                                                | Amichevole                                                            | -                                                                     |                                                                       |
| 6-6-1974                                                              | Oslo                                                                  | Norvegia                                                              | 1 – 2                                                                 | Scozia                                                                | Amichevole                                                            | 1                                                                     | Ammonizione                                                           |
| 14-6-1974                                                             | Dortmund                                                              | Scozia                                                                | 2 – 0                                                                 | Zaire                                                                 | Mondiali 1974 - 1º turno                                              | 1                                                                     |                                                                       |
| 18-6-1974                                                             | Francoforte sul Meno                                                  | Brasile                                                               | 0 – 0                                                                 | Scozia                                                                | Mondiali 1974 - 1º turno                                              | -                                                                     |                                                                       |
| 22-6-1974                                                             | Francoforte sul Meno                                                  | Scozia                                                                | 1 – 1                                                                 | Jugoslavia                                                            | Mondiali 1974 - 1º turno                                              | 1                                                                     | 60’                                                                   |
| 30-10-1974                                                            | Glasgow                                                               | Scozia                                                                | 3 – 0                                                                 | Germania Est                                                          | Amichevole                                                            | -                                                                     |                                                                       |
| 20-11-1974                                                            | Glasgow                                                               | Scozia                                                                | 1 – 2                                                                 | Spagna                                                                | Qual. Euro 1976                                                       | -                                                                     | 72’                                                                   |
| 5-2-1975                                                              | Valencia                                                              | Spagna                                                                | 1 – 1                                                                 | Scozia                                                                | Qual. Euro 1976                                                       | 1                                                                     | 80’                                                                   |
| 6-5-1976                                                              | Glasgow                                                               | Scozia                                                                | 3 – 1                                                                 | Galles                                                                | Amichevole                                                            | -                                                                     |                                                                       |
| 8-5-1976                                                              | Glasgow                                                               | Scozia                                                                | 3 – 0                                                                 | Irlanda del Nord                                                      | Amichevole                                                            | -                                                                     |                                                                       |
| 15-5-1976                                                             | Glasgow                                                               | Scozia                                                                | 2 – 1                                                                 | Inghilterra                                                           | Amichevole                                                            | -                                                                     |                                                                       |
| 13-10-1976                                                            | Praga                                                                 | Cecoslovacchia                                                        | 2 – 0                                                                 | Scozia                                                                | Qual. Mondiali 1978                                                   | -                                                                     |                                                                       |
| 17-11-1976                                                            | Glasgow                                                               | Scozia                                                                | 1 – 0                                                                 | Galles                                                                | Qual. Mondiali 1978                                                   | -                                                                     |                                                                       |
| 1-6-1977                                                              | Glasgow                                                               | Scozia                                                                | 3 – 0                                                                 | Irlanda del Nord                                                      | Amichevole                                                            | -                                                                     | 65’                                                                   |
| 4-6-1977                                                              | Londra                                                                | Inghilterra                                                           | 1 – 2                                                                 | Scozia                                                                | Amichevole                                                            | -                                                                     | 43’                                                                   |
| 7-9-1977                                                              | Berlino Est                                                           | Germania Est                                                          | 1 – 0                                                                 | Scozia                                                                | Amichevole                                                            | -                                                                     |                                                                       |
| 21-9-1977                                                             | Glasgow                                                               | Scozia                                                                | 3 – 1                                                                 | Cecoslovacchia                                                        | Qual. Mondiali 1978                                                   | 1                                                                     |                                                                       |
| 12-10-1977                                                            | Liverpool                                                             | Galles                                                                | 0 – 2                                                                 | Scozia                                                                | Qual. Mondiali 1978                                                   | -                                                                     |                                                                       |
| 22-2-1978                                                             | Glasgow                                                               | Scozia                                                                | 2 – 1                                                                 | Bulgaria                                                              | Amichevole                                                            | -                                                                     | 65’                                                                   |
| 13-5-1978                                                             | Glasgow                                                               | Scozia                                                                | 1 – 1                                                                 | Irlanda del Nord                                                      | Amichevole                                                            | -                                                                     | 46’                                                                   |
| 20-5-1978                                                             | Glasgow                                                               | Scozia                                                                | 0 – 1                                                                 | Inghilterra                                                           | Amichevole                                                            | -                                                                     | Ammonizione                                                           |
| 3-6-1978                                                              | Córdoba                                                               | Perù                                                                  | 3 – 1                                                                 | Scozia                                                                | Mondiali 1978 - 1º turno                                              | 1                                                                     |                                                                       |
| 7-6-1978                                                              | Córdoba                                                               | Scozia                                                                | 1 – 1                                                                 | Iran                                                                  | Mondiali 1978 - 1º turno                                              | -                                                                     |                                                                       |
| 11-6-1978                                                             | Mendoza                                                               | Scozia                                                                | 3 – 2                                                                 | Paesi Bassi                                                           | Mondiali 1978 - 1º turno                                              | -                                                                     |                                                                       |
| 20-9-1978                                                             | Vienna                                                                | Austria                                                               | 3 – 2                                                                 | Scozia                                                                | Qual. Euro 1980                                                       | -                                                                     | 61’                                                                   |
| 29-11-1978                                                            | Lisbona                                                               | Portogallo                                                            | 1 – 0                                                                 | Scozia                                                                | Qual. Euro 1980                                                       | -                                                                     | 80’                                                                   |
| 19-5-1979                                                             | Cardiff                                                               | Galles                                                                | 3 – 0                                                                 | Scozia                                                                | Amichevole                                                            | -                                                                     | 55’                                                                   |
| 22-5-1979                                                             | Glasgow                                                               | Scozia                                                                | 1 – 0                                                                 | Irlanda del Nord                                                      | Amichevole                                                            | -                                                                     |                                                                       |
| 26-5-1979                                                             | Londra                                                                | Inghilterra                                                           | 3 – 1                                                                 | Scozia                                                                | Amichevole                                                            | -                                                                     |                                                                       |
| 7-6-1979                                                              | Oslo                                                                  | Norvegia                                                              | 0 – 4                                                                 | Scozia                                                                | Qual. Euro 1980                                                       | 1                                                                     |                                                                       |
| 21-11-1979                                                            | Bruxelles                                                             | Belgio                                                                | 2 – 0                                                                 | Scozia                                                                | Qual. Euro 1980                                                       | -                                                                     | 61’                                                                   |
| 16-5-1980                                                             | Belfast                                                               | Irlanda del Nord                                                      | 1 – 0                                                                 | Scozia                                                                | Amichevole                                                            | -                                                                     | 59’                                                                   |
| 21-5-1980                                                             | Glasgow                                                               | Scozia                                                                | 1 – 0                                                                 | Galles                                                                | Amichevole                                                            | -                                                                     |                                                                       |
| 24-5-1980                                                             | Glasgow                                                               | Scozia                                                                | 0 – 2                                                                 | Inghilterra                                                           | Amichevole                                                            | -                                                                     |                                                                       |
| 28-5-1980                                                             | Poznań                                                                | Polonia                                                               | 1 – 0                                                                 | Scozia                                                                | Amichevole                                                            | -                                                                     | 46’                                                                   |
| 28-4-1981                                                             | Glasgow                                                               | Scozia                                                                | 3 – 1                                                                 | Israele                                                               | Qual. Mondiali 1982                                                   | -                                                                     |                                                                       |
| 16-5-1981                                                             | Swansea                                                               | Galles                                                                | 2 – 0                                                                 | Scozia                                                                | Amichevole                                                            | -                                                                     | 75’, 79’                                                              |
| 23-5-1981                                                             | Londra                                                                | Inghilterra                                                           | 0 – 1                                                                 | Scozia                                                                | Amichevole                                                            | -                                                                     |                                                                       |
| 9-9-1981                                                              | Glasgow                                                               | Scozia                                                                | 2 – 0                                                                 | Svezia                                                                | Qual. Mondiali 1982                                                   | 1                                                                     | 76’                                                                   |
| 23-3-1982                                                             | Glasgow                                                               | Scozia                                                                | 2 – 1                                                                 | Paesi Bassi                                                           | Amichevole                                                            | -                                                                     | 86’                                                                   |
| 24-5-1982                                                             | Glasgow                                                               | Scozia                                                                | 1 – 0                                                                 | Galles                                                                | Amichevole                                                            | -                                                                     | 72’                                                                   |
| 29-5-1982                                                             | Glasgow                                                               | Scozia                                                                | 0 – 1                                                                 | Inghilterra                                                           | Amichevole                                                            | -                                                                     | 63’                                                                   |
| 22-6-1982                                                             | Malaga                                                                | Unione Sovietica                                                      | 2 – 2                                                                 | Scozia                                                                | Mondiali 1982 - 1º turno                                              | 1                                                                     | 76’                                                                   |
| Totale                                                                |                                                                       | Presenze                                                              | 52                                                                    |                                                                       | Reti                                                                  | 11                                                                    |                                                                       |

## Palmarès

### Competizioni nazionali
- Coppa d'Inghilterra: 1

Leeds: 1971-1972
- Campionato inglese: 1

Leeds: 1973-1974
- Campionato italiano di Serie B: 1

Milan: 1982-1983

### Competizioni internazionali
- Coppa delle Fiere: 1

Leeds: 1970-1971
- Coppa Mitropa: 1

Milan: 1981-1982

### Videografia
- Federico Ferri, Federico Buffa, Storie Mondiali: Arancia Meccanica (1974), Sky Sport, 2014.